# Capilla del Carmen (Alcora)
La capilla del Carmen, también conocida como Capilla Marco, es un Bien de Relevancia Local del municipio de Alcora, en la comarca  del Alcalatén, en Castellón. Están ubicada al final de  la calle Major, en una pequeña plazuela,  que se forma en al unirse con la calle Tejedores.

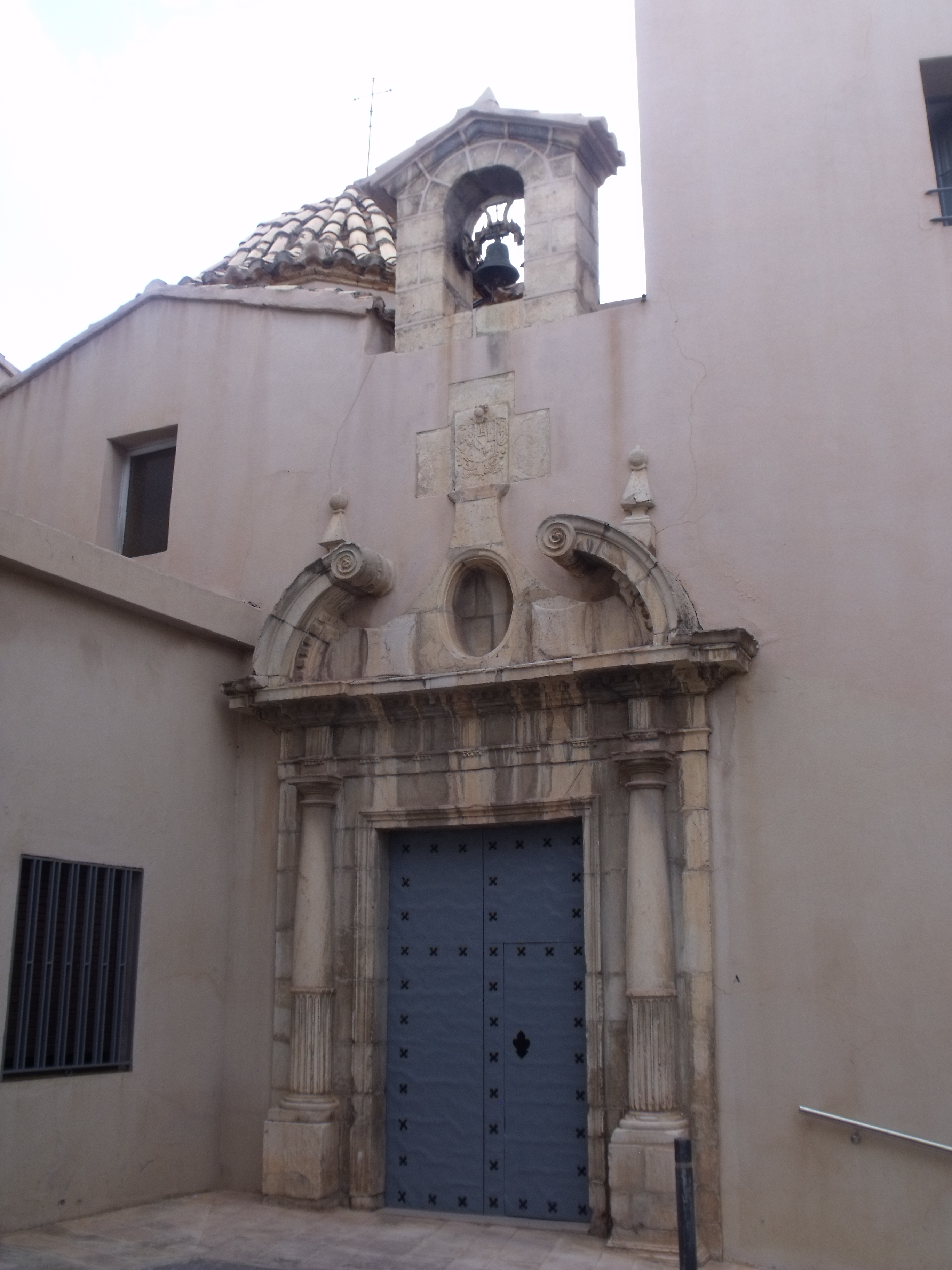

## Historia
En ese local, existía antaño una herrería que, en 1739, fue adquirida por el canónigo de la Catedral de Valencia, Vicente Marco Llorís de la Torreta, quien decidió, construir en su lugar una capilla (que se edificó entre 1740-1743), dedicada en un principio a la Virgen de los Dolores, según parece para cumplimiento de una promesa al salir ileso en su juventud de un grave accidente a caballo.
Más tarde, pasará a ser oratorio del Hogar de Ancianos Madre Rosa Ojeda, el cual se encontrada anexo a la capilla, motivo por el cual, cambió su advocación por la de la Virgen del Carmen, ya que el hogar de ancianos  estaba regentado por las Hermanas Carmelitas de San José. Actualmente, el oratorio continua en uso y perfectamente  conservado.

## Descripción
La capilla tiene una estrecha fachada (la cual queda encajada entre las edificaciones lindantes) con un acceso (una bella portada de piedra, formada por un arquitrabe adornado y presentando un óculo ciego sostenido por las pilastras que enmarcan la puerta con dintel, emplanchada y tachonada) que lleva directo al lado del Evangelio. Sobre la adintelada puerta, se puede observar el escudo labrado de los Cinzúnegui Marco, y presenta una  espadaña de sillares con su campana, tras la que se deja ver la cúpula de tejas que tiene una cruz de forja como remate.
En su interior cabe destacar, por su valor artístico, el zócalo de azulejos del siglo XVIII de la fábrica del Conde Aranda, que recorre todos sus paramentos. Una imagen del Cristo preside la moderna parte de atrás del altar.